# Cixius carniolica
Cixius carniolica är en insektsart som beskrevs av Wagner 1939. Cixius carniolica ingår i släktet Cixius och familjen kilstritar. Inga underarter finns listade i Catalogue of Life.